# Таке Такема
Таке Такема (нід. Taeke Taekema, 14 січня 1980) — нідерландський хокеїст на траві.
Срібний призер Олімпійських Ігор 2004 року, учасник 2008 року.
Бронзовий призер Чемпіонату світу 2002, 2010 років.
Чемпіон Європи 2007 року, срібний призер 2005, 2011 років.
Переможець Трофею чемпіонів 2000, 2002, 2003, 2006 років, срібний призер 2004, 2005 років, бронзовий призер 2007, 2011 років.